# 117 (tal)
| << 100 110 120 130 140 150 160 170 180 190 >> \| Listning af tal — heltal \| \| << 110 111 112 113 114 115 116 117 118 119 >> \| |                               |
| Kardinaltal | hundredeogsytten              |
| Ordinaltal | hundredeogsyttende            |
| Faktorer | {\displaystyle 3^{2}\cdot 13} |
| Divisorer | 1,3,9,13,39,117               |
| Romertal | CXVII                         |
| Binær værdi | 1110101                       |
| Oktal værdi | 165                           |
| Hexadecimal værdi | 75                            |
| Sum | 9                             |
| Listning af tal — heltal |                               |
| << 110 111 112 113 114 115 116 117 118 119 >>                                                                                    |                               |

117 (hundredeogsytten) er:
- Det naturlige tal efter 116, derefter følger 118.
- Et heltal.

## Specielle anvendelser
- Året 117.
- På dansk bruges tallet ofte som repræsentant for et eller andet ubestemt, stort tal: Jeg har hundredeogsytten ting at gøre.[1]
- 117 bruges som nummeret til alarmcentralen i Schweiz til politiet.[2]